# Reprezentacja Łotwy na Mistrzostwach Świata w Narciarstwie Klasycznym 2005
Reprezentacja Łotwy na Mistrzostwach Świata w Narciarstwie Klasycznym 2005 w Oberstdorfie liczyła trzech zawodników - biegaczy narciarskich, którzy wystąpili w biegu na 15 kilometrów stylem dowolnym.

## Wyniki

### Biegi narciarskie

#### Mężczyźni
15 km stylem dowolnym
- Intars Spalvins - 74. miejsce
- Valts Eiduks - 91. miejsce
- Janis Sukaruks - 95. miejsce